# Папагос-Холаргос
Папагос-Холаргос (грч. Παπάγος-Χολαργός) општина је у Грчкој. По подацима из 2011. године број становника у општини је био 44.539.

## Становништво
| 2011.  |
| ------ |
| 44,539 |